# آتیلا (مجموعه تلویزیونی)
آتیلا نام مجموعهٔ تلویزیونی کوتاهی از یونیورسال استودیوز است. موضوع این سریال دربارهٔ جنگهای آتیلا، پادشاه هون هاست. جرارد باتلر در این فیلم نقش آتیلا را بر عهده دارد. نقش کودکی آتیلا را نیز رولو ویکس بازیگر انگلیسی بر عهده داشته‌است.